# Пески (Струго-Красненский район)
Пески — деревня в Струго-Красненском районе Псковской области России. Входит в состав сельского поселения Новосельская волость.

## География
Находится на северо-востоке региона, в юго-западной части района, на живописном берегу реки Псковы, примерно в 30 км от города Пскова на юго-западе от волостного центра.
Расстояние до волостного центра составляет 55 км. Ближайший крупный населённый пункт — д. Молоди, расположен на северо-востоке в 6 км.

## История
До марта 2005 года деревня Пески входила в Молодейскую волость.
В соответствии с Законом Псковской области от 28 февраля 2005 года № 420-ОЗ деревня Пески, вместе с другими селениями упраздненной Молодейской волости, вошла в состав образованного муниципального образования Новосельская волость.

## Население
| 2001 | 2002 | 2010 | 2011 |
| ---- | ---- | ---- | ---- |
| 7    | ↘5   | ↘4   | ↘2   |

## Инфраструктура
Личное подсобное хозяйство. Уличная сеть развита слабо. 
Почтовое отделение, обслуживающее д. Пески — 181161; расположено в д. Палицы. 

## Транспортное сообщение
На расстоянии 1 км от деревни расположена ж/д станция «Разъезд 246 (Палицы)». На расстоянии 2,8 км от деревни расположена д. Захолустье. 
На расстоянии 3,5 км от деревни расположена д. Дулова Гора. На расстоянии 5 км от деревни расположена д. Молоди.
На расстоянии 12,5 км от деревни проходит шоссе Санкт-Петербург — Киев (автомагистраль М20).
Транспортная сеть представлена проселочными дорогами. 